# Argiope
Argiope este un gen ce include păianjeni destul de mari și cu o colorație spectaculoasă. Aceștia sun răspândiți în întreaga lume, în special în țările tropicale. În România se întâlnesc 2 specii din acest gen: Argiope bruennichi și Argiope lobata

## Modul de viață

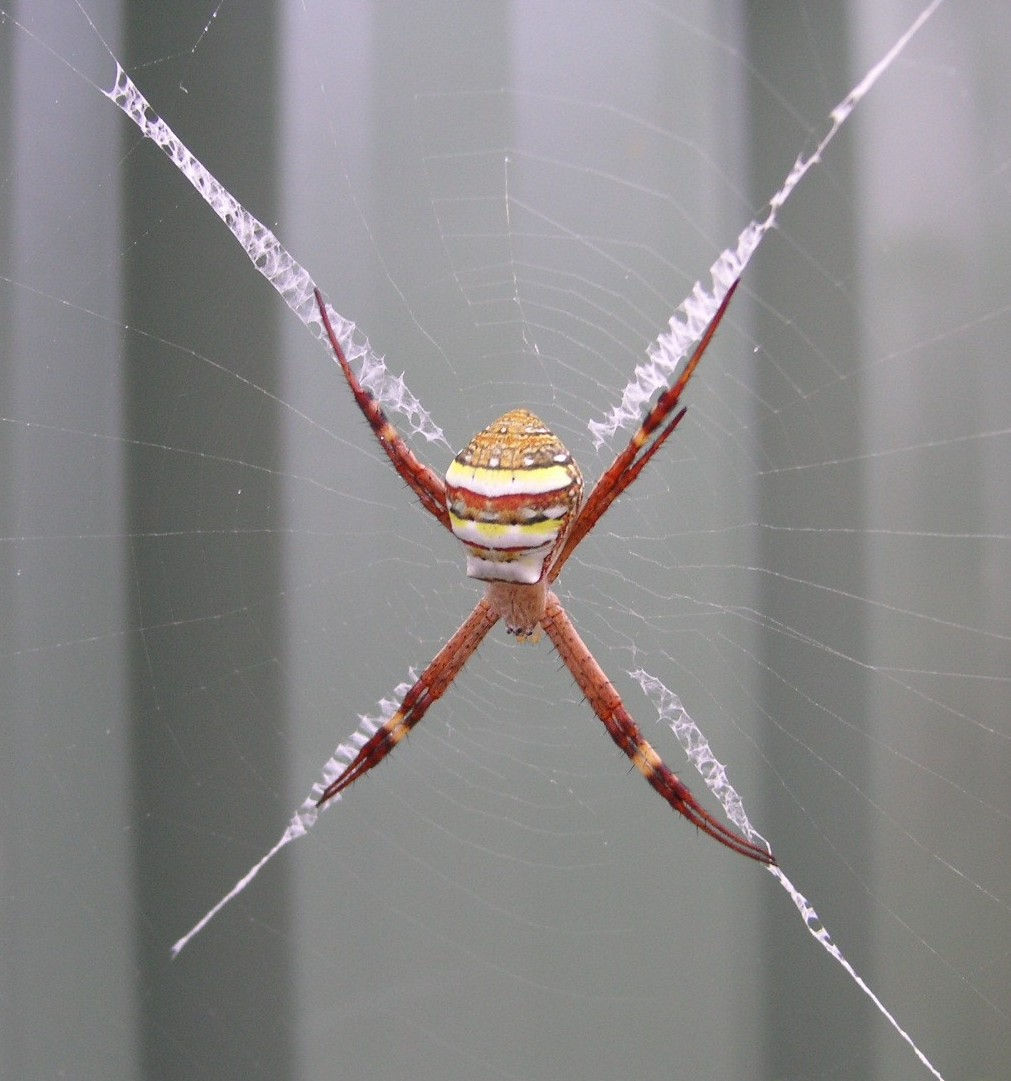
Pânză de forma unui X

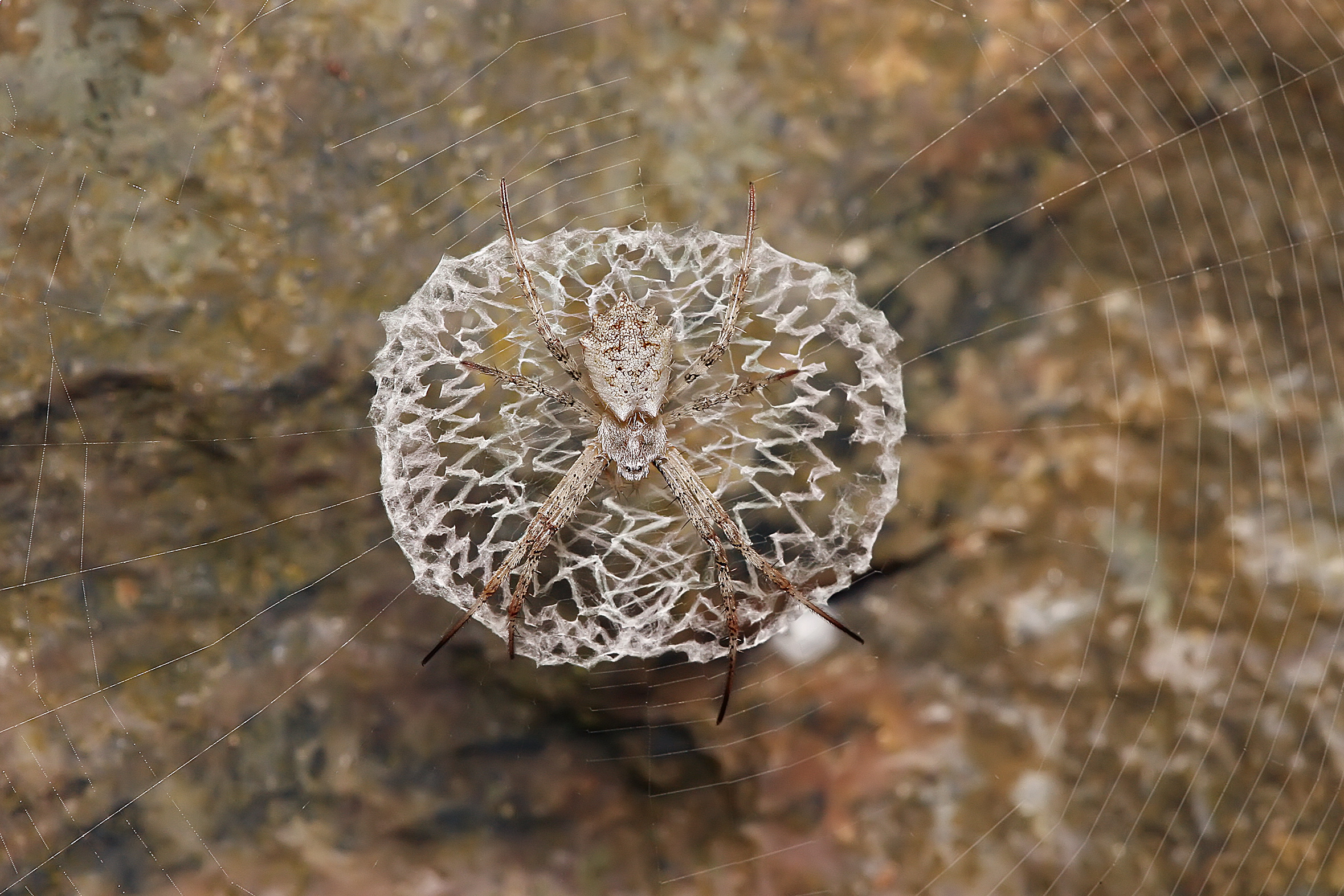
Pânză în formă de zigzag

Ei țes o pânză rotundă, practic invizibilă. Modelele ușor vizibile sunt construite din mătase de culoare albă,  unele specii țes pânza de forma unui X latin sau zigzag (adesea cu centrul gol). Apoi, păianjenul fiind în centru întinde câte o pereche de picioare pe direcția celor patru fire în formă de X. Asfel, se formează un X complet cu păianjenul galben strălucitor în mijloc pe un fundal de negru sau roșu pestriț. Pânzele albe sunt numite stabilimentum și reflectă lumina UV. Reflectând razele UV pânza are capacitatea de a atrage insectele. Pânza este construită la înălțime de un metru pentru a preveni distrugerea ei de către animalele mari, iepurii de exemplu. La apropierea inamicului păianjenii argiope părăsesc repede pânza, produc vibrația pânzei sau proiectează în intrus mătase timp de 30 de secunde. 
Se hrănesc cu diferite insecte. Ei pot prinde pradă de două ori mai mare decât dânșii.
Păianjenii Argiope sunt inofensivi pentru oameni.

## Reproducere
Ca la toți păianjenii, dimorfismul este manifestat prin diferența de dimensiuni, femelele fiind mai mari. Când este timpul de a se împerechea, masculul țese o pânză alături de cea a femelei. După acuplare, femela depune ouăle în coconul anexat de pânza ei. Coconul conține între 400 și 1400 de ouă. Juvenilii vor ecloza toamna, iernând în stadiu de nimfe sau primăvara. Coconul este alcătuit din mai multe straturi de mătase pentru a proteja ouăle de vremea rea, insecte sau diverși paraziți.